# Contea di Zhidan
La contea di Zhidan (志丹县S) è una contea della Cina, situata nella provincia dello Shaanxi e amministrata dalla prefettura di Yan'an.